# Макс Шефер
Не варто плутати з футболістом Максом Шефером
Макс Шефер (нім. Max Schäfer; 17 січня 1907, Карлсруе — 6 травня 1987, Баден-Баден) — німецький офіцер Ваффен-СС, оберфюрер СС, кавалер Лицарського хреста Залізного хреста з Дубовим листям.

## Ранні роки
В 1933/34 роках пройшов підготовку на піхотних курсах. В 1934 році вступив у частини посилення СС; член CC (посвідчення №16 362). З 1 жовтня 1934 року служив у саперному штурмбанні СС, з 1935 року — командир взводу 2-го штурму. Учасник Польської і Французької кампаній. З вересня 1940 року — командир 2-ї роти 5-го саперного батальйону СС дивізії СС «Вікінг». З червня 1941 року брав участь в Німецько-радянській війні. З жовтня 1941 року — командир 5-го саперного батальйону СС, з яким воював на Кавказі та Дону. З травня 1943 року — командир саперних частин 3-го танкового корпусу СС. Відзначився у боях під Ленінградом та в Оранієнбаумському котлі. 14 травня 1945 року здався британським військам у Шлезвіг-Гольштейні. 8 листопада 1948 року звільнений.

## Звання
- Штурмбаннфюрер СС (2 жовтня 1938)
- Оберштурмбаннфюрер СС (30 січня 1943)
- Штандартенфюрер СС (29 липня 1944)
- Оберфюрер СС (20 квітня 1945)

## Нагороди
- Медаль «У пам'ять 13 березня 1938 року» (1939)
- Медаль «У пам'ять 1 жовтня 1938 року» (1939)
- Залізний хрест
  - 2-го класу (3 червня 1940)
  - 1-го класу (13 липня 1941)
- Нагрудний знак «За участь у загальних штурмових атаках» 1-го ступеня (9 травня 1942)
- Медаль «За зимову кампанію на Сході 1941/42» (15 вересня 1942)
- Лицарський хрест Залізного хреста з Дубовим листям
  - Лицарський хрест (12 лютого 1943) — як оберштурмбаннфюрер СС і командир саперного батальйону СС «Вікінг»
  - Дубове листя (№ 714; 25 січня 1945) — як штандартенфюрер СС і командир саперних частин III (германського) танкового корпусу СС
- Почесна застібка на орденську стрічку для Сухопутних військ (25 листопада 1944)